# Liste der Präpositionen im Neugriechischen
Welche Wörter zu den Präpositionen des Neugriechischen zu zählen sind, ist aus mehreren Gründen umstritten. Im Allgemeinen sind damit wie im Deutschen indeklinable Wörter oder Wortfolgen gemeint, die eine Nominalphrase regieren und dieser einen Kasus zuweisen.

## Schwierigkeiten bei der Definition der Präpositionen im Neugriechischen
In der einschlägigen Literatur finden sich Listen mit meist 14 bis 39, in Einzelfällen auch mit weit über hundert Präpositionen und präpositionalen Ausdrücken. Diese großen Unterschiede ergeben sich aus verschiedenen Problemstellungen, die aus wissenschaftlicher Sicht nicht immer eindeutig zu lösen sind:
- Rolle der altgriechischen und hochsprachlichen Präpositionen: Zahlreiche ursprünglich altgriechische Präpositionen sind im heutigen Griechisch in Gebrauch; einige sehr häufig und auch produktiv, andere nur selten und fast ausschließlich in festen, aus der Hochsprache übernommenen Phrasen. Die Frage, ob auch letztere als neugriechische Präpositionen (oder als „Präpositionen im Neugriechischen“) klassifiziert werden können, ist umstritten.
- Wortartgrenzen zwischen Präpositionen und Adverbien, Konjunktionen, Partikeln: Nicht immer kann ein Wort eindeutig einer Wortart zugeteilt werden, da viele Wörter im Neugriechischen (κατόπιν, πάνω, πριν und viele andere) sowohl als Präposition als auch als Adverb (Konjunktion, Partikel) verwendet werden können. Traditionell werden diese Wörter von Neugriechisch-Grammatiken meist nicht als Präpositionen bezeichnet, was aber ihrem eindeutig präpositionalen Gebrauch entgegensteht.
- Einfache und zusammengesetzte Präpositionen: Nicht nur die traditionell als Präpositionen klassifizierten Wörter, sondern auch Wortfolgen aus zwei oder mehr Einzelbestandteilen weisen präpositionale Eigenschaften und Gebrauch auf (siehe unten). Es ist umstritten, ob und wenn ja, welche derartigen Wortfolgen als vollwertige Präpositionen klassifiziert werden können.

## Die Präpositionen des Neugriechischen in der Darstellung der wissenschaftlichen Literatur

### Minimal-Listen
Die kürzesten Listen umfassen etwa 14 Präpositionen, nämlich die aus dem Altgriechischen ererbten αντί, από, κατά, μετά, μέχρι, παρά, προς, ως (έως), χωρίς sowie die jüngeren, volkstümlichen Bildungen για, δίχως, ίσαμε, με, σε. Zusätzlich zu diesen 14 werden meist auch noch einige altgriechische Präpositionen aufgezählt, die nicht mehr produktiv, sondern nur in festen Phrasen vorkommen, wie zum Beispiel ανά, άνευ, διά, εκ/εξ, εν, επί, περί, προ, συν, υπέρ, υπό. Dies ist jedoch aus mehreren Gründen problematisch: Einerseits werden manche altgriechische Präpositionen wie περί, επί, υπέρ, υπό in einem gehobenen neugriechischen Sprachstil, aber auch in der gesprochenen Gegenwartssprache vereinzelt auch produktiv verwendet; andererseits kommen Präpositionen wie εν tatsächlich nur in bestimmten festen Phrasen vor und werfen die Frage auf, inwieweit es hier gerechtfertigt und sinnvoll ist, von „neugriechischen Präpositionen“ zu sprechen.

Listen wie diese haben meist ein kanonisches Verständnis von der Wortart „Präposition“ im Griechischen und erachten diese als geschlossene Klasse.

### Erweiterte Präpositionenlisten
Längere Listen berücksichtigen neben den oben genannten auch eine Reihe von zusätzlichen Wörtern:
- Wörter, die im Altgriechischen oder der Katharevousa noch Vertreter anderer Wortarten waren, nun jedoch als (denominale) Präpositionen verwendet werden und in ihren Eigenschaften mit diesen identisch sind: μέσω und λόγω beispielsweise sind historisch-morphologisch gesehen Dativformen der Substantive το μέσον bzw. ο λόγος; in ihrer heutigen Form sind sie indeklinabel und können nie alleine stehen, sie benötigen immer ein Genitiv-Komplement. Insofern unterscheiden sie sich nicht von den klassischen Präpositionen und können folglich auch als Präpositionen betrachtet werden. Sie entstammen zwar der Hochsprache, sind jedoch mittlerweile ins Neugriechische voll integriert und werden auch in der gesprochenen Sprache verwendet. Auch ehemalige Adjektive (ενώπιον) oder Präpositionalphrasen (εξαιτίας), die heute als eigenständige Präpositionen beschrieben werden können, zählen hier dazu.
- Wörter, die sowohl als Adverb, als auch als Präposition verwendet werden können. Hierzu zählen γύρω, δίπλα, κοντά, μαζί, μακριά, μέσα, μπροστά, πάνω, πίσω, πλάι, εντός, κατόπιν, μεταξύ, ερήμην, δυνάμει, εκτός, ανατολικά, βόρεια, δυτικά, νότια, αριστερά, δεξιά und andere.
- Wörter, die traditionell meist als Adverbien klassifiziert wurden und/oder aufgrund ihrer Seltenheit oder Gelehrtheit in neugriechischen Grammatiken überhaupt nicht berücksichtigt werden, jedoch in präpositionaler Funktion vorkommen: εκατέρωθεν, εκείθεν, έναντι, εντεύθεν, μακράν, πέραν, πέριξ, πλησίον und andere.

### Zusammengesetzte Präpositionen
Eine weitere, umfangreiche Gruppe von Phrasen, die von der griechischen Sprachwissenschaft mitunter als gleichberechtigte Präpositionen erachtet werden, sind die zusammengesetzten oder komplexen Präpositionen. Da in der Entwicklung vom Altgriechischen über das hellenistische Griechisch und das mittelalterliche Griechisch hin zum Neugriechischen zahlreiche Präpositionen ihre ursprünglich lokale Bedeutung zugunsten übertragener Bedeutungen verloren haben und da auch die Kasusopposition, also die Koexistenz mehrerer bedeutungsunterscheidender Kasusrektionen bei einer Präposition, immer weiter abgebaut wurde, fielen zahlreiche Möglichkeiten weg, elementare räumliche Beziehungen wie auf, vor, unter auszudrücken. Um diesen Mangel zu kompensieren, kombinierte man Raumadverbien mit den primären Präpositionen από und σε:
 πάνω (oben, oberhalb) + από (von, aus) > πάνω από (über).
Es lässt sich nachweisen, dass die meisten dieser komplexen Präpositionen mittlerweile nicht mehr aus zwei weiterhin selbständigen Bestandteilen zusammengesetzt sind, sondern eine neue, grammatikalisierte Einheit bilden, in der die Präposition από/σε ihre ursprüngliche Bedeutung verloren hat und vom vorausgehenden Adverb semantisch nicht mehr zu trennen ist. Doch gilt dies nicht überall dort, wo ein Raumadverb neben einer primären Präposition steht: κάτω σε (unten in) gilt beispielsweise nicht als zusammengesetzte Präposition, da hier beide Bestandteile weiterhin selbständig sind und lediglich nebeneinander stehen, ohne jedoch eine neue Einheit zu bilden. Weitere zusammengesetzte Präpositionen, deren präpositionaler Charakter in der Sprachwissenschaft umstritten ist, sind κατά μήκος, σύμφωνα με, κόντρα σε, εις βάρος, σε σύγκριση με, εν αναφορά προς und viele andere.

### Kategorisierungsmodelle
In der Literatur finden sich zahlreiche verschiedene Ansätze, die Präpositionen des Neugriechischen zu kategorisieren. Folgende Ordnungsmodelle zählen zu den häufigsten:
- alphabetisch
- nach Silbenzahl (einsilbige, zweisilbige, dreisilbige); die Kategorisierung nach der Silbenzahl ist die älteste überhaupt, da sie erstmals vom altgriechischen Grammatiker Dionysios Thrax angewandt wurde, von dem das grammatikalische Konzept der Präposition stammt.
- ursprünglich altgriechische versus rein neugriechische Präpositionen
- produktiv verwendete versus unproduktive Präpositionen
- nach der Kasusrektion (Präpositionen mit Genitiv, mit Dativ, mit Akkusativ)
- einfache versus zusammengesetzte Präpositionen

Die auf das Altgriechische bezogene Unterscheidung zwischen „echten/eigentlichen“ und „unechten/uneigentlichen“ Präpositionen, also solchen, die auch als Verbpräfixe fungieren können und solchen, bei denen dies nicht möglich ist, ist heute obsolet und von rein historischem Interesse.

## Liste der Präpositionen im Neugriechischen
Legende: Eingeklammerte Kasusrektionen und Bedeutungen beziehen sich nur auf unproduktive Verwendungen in festen Phrasen. Der Zusatz „u. a.“ bei der Bedeutung im Deutschen gibt an, dass die jeweilige Präposition sehr vielfältig gebraucht wird und je nach Kontext im Deutschen mit einer Vielzahl von Wörtern wiedergegeben werden kann.

### Einfache Präpositionen
Diese Tabelle enthält nur „eindeutige“ Präpositionen – keine Adverbien, die auch präpositional verwendet werden können. Einige sehr seltene Wörter (απουσία, δίκην, συνεπεία, πλην und andere), die als Präpositionen beschrieben werden können, sind ebenfalls nicht in der Liste enthalten.
| Präposition   | Transkription | Kasusrektion                | Bedeutung im Deutschen                     | auch als Verbpräfix | produktive präpositionale Verwendung |
| ------------- | ------------- | --------------------------- | ------------------------------------------ | ------------------- | ------------------------------------ |
| ανά           | aná           | Akkusativ                   | über … hin; pro, je                        | ja                  | selten                               |
| άνευ          | ánef          | (Genitiv)                   | ohne                                       | nein                | nein                                 |
| αντί          | andí          | Akkusativ, Genitiv          | statt, anstatt; um, für (Preis)            | ja                  | ja                                   |
| από           | apó           | Akkusativ, (Genitiv)        | von, seit, ab, aus; als (Komparativ) u. a. | ja                  | ja                                   |
| βάσει         | vási          | Genitiv                     | auf Grundlage                              | nein                | ja                                   |
| για           | gia           | Akkusativ                   | für, wegen, über (Bezug) u. a.             | nein                | ja                                   |
| διά           | diá           | (Genitiv, Akkusativ)        | durch; für, wegen                          | ja                  | nein                                 |
| διαμέσου      | diamésou      | Genitiv                     | mittels                                    | nein                | ja                                   |
| δίχως         | díchos        | Akkusativ                   | ohne                                       | nein                | ja                                   |
| εις, ες       | is, es        | (Akkusativ)                 | nach, zu u. a.                             | ja                  | nein                                 |
| εκ, εξ        | ek, ex        | (Genitiv)                   | aus, von                                   | ja                  | ja                                   |
| εκτός         | ektós         | Genitiv                     | außerhalb                                  | nein                | ja                                   |
| ελλείψει      | ellípsi       | Genitiv                     | mangels                                    | nein                | ja                                   |
| εν            | en            | (Dativ)                     | in                                         | ja                  | nein                                 |
| έναντι        | énandi        | Genitiv                     | gegen, für                                 | nein                | ja                                   |
| εναντίον      | enandíon      | Genitiv                     | gegen                                      | nein                | ja                                   |
| ένεκα, ένεκεν | éneka, éneken | Genitiv                     | aufgrund, causa                            | nein                | selten                               |
| ενόψει        | enópsi        | Genitiv                     | angesichts                                 | nein                | ja                                   |
| εντός         | entós         | Genitiv                     | innerhalb                                  | nein                | ja                                   |
| ενώπιον       | enópion       | Genitiv                     | vor, vor dem Angesicht                     | nein                | selten                               |
| εξαιτίας      | exetías       | Genitiv                     | aufgrund                                   | nein                | ja                                   |
| επί           | epí           | (Genitiv, Dativ, Akkusativ) | auf, bei, zu; mal (Math.)                  | ja                  | selten                               |
| ίσαμε         | ísame         | Akkusativ                   | bis                                        | nein                | ja                                   |
| κατά          | katá          | Akkusativ, Genitiv          | gemäß, entlang, während; gegen             | ja                  | ja                                   |
| λόγω          | lógo          | Genitiv                     | wegen                                      | nein                | ja                                   |
| με            | me            | Akkusativ                   | mit u. a.                                  | nein                | ja                                   |
| μέσω          | méso          | Genitiv                     | durch, mittels, via                        | nein                | ja                                   |
| μετά          | metá          | Akkusativ, (Genitiv)        | nach; (mit)                                | ja                  | ja                                   |
| μεταξύ        | metaxý        | Genitiv                     | zwischen, unter                            | nein                | ja                                   |
| μέχρι(ς)      | méchri(s)     | Akkusativ, (Genitiv)        | bis                                        | nein                | ja                                   |
| παρά          | pará          | Akkusativ, (Genitiv, Dativ) | trotz; (bei)                               | ja                  | ja                                   |
| πέρα(ν)       | péra(n)       | Genitiv                     | jenseits, außer, über … hinaus             | nein                | ja                                   |
| περί          | perí          | Akkusativ, Genitiv          | über (Bezug), betreffs, circa              | ja                  | ja                                   |
| πλέον         | pléon         | Genitiv                     | mehr als, außer, zuzüglich zu              | nein                | ja                                   |
| πριν          | prin          | Akkusativ                   | vor                                        | nein                | ja                                   |
| προ           | pro           | Genitiv                     | vor                                        | ja                  | selten                               |
| προς          | pros          | Akkusativ                   | zu, zu … hin                               | ja                  | ja                                   |
| σε            | se            | Akkusativ                   | in, an, auf, zu, bei u. a.                 | nein                | ja                                   |
| συν           | syn           | Dativ                       | plus, mit                                  | ja                  | nein                                 |
| υπέρ          | ypér          | Genitiv, (Akkusativ)        | zugunsten, für; über                       | ja                  | ja                                   |
| υπό           | ypó           | (Akkusativ, Genitiv)        | unter                                      | ja                  | selten                               |
| χωρίς         | chorís        | Akkusativ                   | ohne                                       | nein                | ja                                   |
| ως, έως       | os, éos       | Akkusativ                   | bis                                        | nein                | ja                                   |

### Zusammengesetzte Präpositionen (Auszug)
| Präposition  | Bedeutung im Deutschen |
| ------------ | ---------------------- |
| ανάμεσα σε   | zwischen               |
| αντί για     | anstelle               |
| αντίκρυ σε   | gegenüber              |
| απέναντι από | gegenüber              |
| απέναντι σε  | gegenüber              |
| γύρω από     | um … herum, rund um    |
| δίπλα σε     | neben                  |
| ενάντια σε   | gegen                  |
| κάτω από     | unter                  |
| μαζί με      | zusammen mit           |
| μακρία από   | fern von               |
| μπροστά από  | vor                    |
| μπροστά σε   | vor                    |
| πάνω από     | über                   |
| πάνω σε      | auf                    |
| πίσω από     | hinter                 |
| πλάι σε      | neben                  |
| τριγύρω σε   | um … herum, rund um    |